# Перекс
Перекс — деревня в Харовском районе Вологодской области.
Входит в состав Слободского сельского поселения, с точки зрения административно-территориального деления — в Слободской сельсовет.
Расстояние по автодороге до районного центра Харовска — 57 км, до центра муниципального образования Арзубихи — 8 км. Ближайшие населённые пункты — Стрелица, Макаровская, Полутиха.

## История
В 1966 г. указом президиума ВС РСФСР деревня Злобиха переименована в Перекс.

## Население
| 2010 |
| ---- |
| 17   |